# Tamaletóm Tercera Sección
Tamaletóm Tercera Sección är en ort i Mexiko.   Den ligger i kommunen Tancanhuitz och delstaten San Luis Potosí, i den centrala delen av landet, 240 km norr om huvudstaden Mexico City. Tamaletóm Tercera Sección ligger 246 meter över havet och antalet invånare är 246.
Terrängen runt Tamaletóm Tercera Sección är huvudsakligen kuperad, men åt nordväst är den platt. Runt Tamaletóm Tercera Sección är det ganska tätbefolkat, med 124 invånare per kvadratkilometer. Närmaste större samhälle är Tancanhuitz de Santos, 2,4 km väster om Tamaletóm Tercera Sección. I omgivningarna runt Tamaletóm Tercera Sección växer huvudsakligen savannskog.